# Королевство Брихейниог
Брихе́йниог (валл. Brycheiniog), по-английски Бре́кнок (Brecknock) — небольшое королевство на юго-востоке Уэльса, управляемое династией ирландских поселенцев. Брихейниог был основан в V веке и просуществовал до XI, когда попал под власть норманских лордов Валлийской марки.
Королевство Брихейниог было сформировано на основе древнего королевства Гарт-Мадрин (вероятно, с центром в Талгарте), когда Брихан, сын ирландского правителя по имени Анлах ап Кормак, женился на Мархела, наследнице трона Гарт-Мадрин. Согласно агиографической традиции (не только валлийской, но также корнской и бретонской), у Брихана (позже канонизированного) и Мархел было множество детей, большинство из которых также почитались как святые.
Брихан передал трон своему внуку Райану Краснолицому, основавшему династию королей Брихейниога. В середине VII века путём династического брака Брихейниог на три поколения был объединён с Диведом, однако в середине VIII века вновь стал независим, хотя не обошлось без споров о престолонаследии. Около 760 года бритты Брихейниога в союзе с правителями Поуиса и Гвента нанесли поражение в битве при Херефорде, армии Мерсии и Уэссекса.
В 880-х годах Элисед ап Теудр признал власть англосаксонского короля Альфреда, а его потомок Грифид разделил королевство на три кантрева — ЭйнионТалгарт, Теудр и Селив, которые подпали под власть нормандских лордов.
Вероятно, что Маредид ап Оуайн правитель Дехейбарта в своё время контролировал территорию Брихейниога.
Название Брихейниога сохраняется в названии традиционного графства Брекнокшир, а также национального парка Брекон-Биконз (валл. Mannau Brycheiniog) (Брекон — английская передача имени Брихан).

## Список правителей

### Гарт-Мадрин

#### старая династия
- Отта ап Мейриг[4]
- Мархут ап Отта[4]
- Гуртриу ап Мархут (ок.383)[4]
- Гуралдег ап Гуртриу[4]

#### династия Магна Максима (?)
- Тейтвал или Тудвал, женат на Моруде, дочери Гуралдега[4]
- Тейтрин или Теудриг (Теудриг Мученик ?), сын предыдущего[4]
- Марцела верх Теудриг (рубеж V и VI веков), её муж Анлах мак Кормак[5]

### Брихейниог
- Брихан ап Анлах, сын предыдущих
- Райн Дремрид, сын Брихана или его сына Кинога
- Ригенеу ап Райн
- Лливарх ап Ригенеу
- Идваллон ап Лливарх
- Риваллон ап Идваллон
- Элисед ап Исгорд
- Кейндрих верх Риваллон
- Гулитиен ап Ноуи ок. (655—670), муж предыдущей
- Катэн ап Гулидиен ок. (670—690)
- Кадуган ап Катэн ок. (690—710)
- Райн ап Кадуган ок. (710—730)
- Ауст ап Кадуган (720—735)
- Элвистл ап Ауст (735)
- Теудур ап Райн (735—760)
- Ноуи ап Мадог (760—770)
- Грифит ап Ноуи (770—805)
- Теудур ап Грифит (805—840)
- Элисет ап Теудур (840—885)
- Теудур ап Элисет (на рубеже IX и X веков)
- Грифит ап Элисет (в начале X века)
- Теудур ап Грифит (середина X века)
- Гуилог ап Теудур
- Элисет ап Гуилог
- Грифит ап Элисет (−1045)
- Селив, Теудос и Эйнион
- Манарх ап Дрифин, правитель Феррега
- Бледин ап Манарх (до 1093)